# Energía Ciudadana Organizada
Energía Ciudadana Organizada (ECO) fue una coalición política fundada en el año 2014 en Argentina por Graciela Ocaña y Martín Lousteau para competir en las elecciones de ese mismo año en la ciudad de Buenos Aires. 
La coalición estuvo conformada por los siguientes partidos políticos: Confianza Pública, Unión Cívica Radical, Coalición Cívica ARI, Partido Socialista y el Partido Socialista Auténtico.

## Historia

### Origen
El 17 de diciembre de 2014, se lanza a la candidatura de Lousteau-Sánchez-Cortina por el frente UNEN, que participó en las primeras primarias abiertas y obligatorias para cargos de Buenos Aires que tendrían lugar el 26 de abril de 2015. Meses después, el senador Fernando Solanas y el partido político Libres del Sur encabezado por la diputada Victoria Donda se separan del frente.
El diputado Lousteau junto a los partidos: Coalición Cívica ARI, Partido Socialista Auténtico, Partido Socialista, Unión Cívica Radical y Confianza Pública deciden conformar el frente electoral ECO. El 25 de febrero, el diputado Lousteau y la legisladora Graciela Ocaña anunciaron que competirán por el frente electoral ECO en las primarias abiertas simultáneas y obligatorias para jefe de gobierno. En la lista del diputado, la precandidatura a vicejefe de gobierno la ocupa Fernando Sánchez de la Coalición Cívica y la primera candidatura a legislador el socialista Roy Cortina.
Finalmente, ganó las internas ECO dentro de las PASO, siendo la segunda fuerza detrás de PRO con mayor cantidad de votos. Ocaña y Borthagaray, los competidores dentro de ECO, dijeron que trabajarán junto a sus equipos técnicos en el proyecto de Lousteau. Entre las propuestas presentadas por ECO estaba la creación de la Línea F de subterráneos, contar con estadísticas más confiables para combatir la inseguridad en la Ciudad, transformar los Centros de Primera Infancia en Jardines de Infantes con orientación educativa e implementar un plan similar al Plan Ceibal.
Lousteau salió segundo en las elecciones generales para Jefe de Gobierno Porteño y perdió en el balotaje ante Horacio Rodriguez Larreta.

### Disoluciones
El interbloque ECO y la alianza se disolvió cuando en el año 2016 la Coalición Cívica ARI y Confianza Pública se alejan y crean un interbloque junto al PRO, quedando únicamente el bloque de la Unión Cívica Radical y el Partido Socialista. Estos partidos formaron la alianza Evolución Ciudadana, que compitió en las elecciones legislativas de 2017 en la Ciudad de Buenos Aires, tras los intentos fallidos de presentar una interna dentro de Cambiemos. El frente Evolución salió en tercer lugar con el 12,43% siendo electos Lousteau y Carla Carrizo.

## Resultados electorales

### Elección primaria
Para las elecciones en Buenos Aires de 2015, el frente ECO presentó tres candidatos a Jefe de Gobierno: el diputado nacional Martin Lousteau, la Legisladora Porteña Graciela Ocaña, y Andrés Borthagaray. Los candidatos tuvieron que ir a una interna en las Elecciones Primarias para ver quién representaría al frente en las Elecciones Generales.
| Partido                      | Votos Totales | Porcentaje Total | Precandidato       | Votos Interna | Porcentaje Interna | Resultado Final                            |
| ---------------------------- | ------------- | ---------------- | ------------------ | ------------- | ------------------ | ------------------------------------------ |
| Energía Ciudadana Organizada | 413.465       | 22,48%           | Martín Lousteau    | 325.146       | 80,10%             | Habilitado para las elecciones generales   |
| Energía Ciudadana Organizada | 413.465       | 22,48%           | Graciela Ocaña     | 75.562        | 18,60%             | Inhabilitado para las elecciones generales |
| Energía Ciudadana Organizada | 413.465       | 22,48%           | Andrés Borthagaray | 5.290         | 1,30%              | Inhabilitado para las elecciones generales |

- El Diputado Martín Lousteau ganó la interna y pudo presentarse como candidato del frente en Elecciones Generales.

### Elección Jefe de Gobierno 2015
| Año  | Fórmula                          | Primera vuelta | Primera vuelta | Segunda vuelta | Segunda vuelta | Resultado | Nota |
| Año  | Fórmula                          | votos          | % votos        | votos          | % votos        | Resultado | Nota |
| ---- | -------------------------------- | -------------- | -------------- | -------------- | -------------- | --------- | ---- |
| 2015 | Martín Lousteau-Fernando Sánchez | 465,583        | 25,48%         | 817,057        | 48.36 %        | No electo |      |

- Horacio Rodríguez Larreta (candidato del PRO), tras no lograr el 50% de los votos necesarios para ganar, debió ir a un Balotaje contra Martin Lousteau, que había sacado el 25,48% de los votos. 7 Legisladores de ECO lograron acceder a la Legislatura de la Ciudad.

### Legisladores de la ciudad de Buenos Aires
| Año  | Votos   | %      | Bancas ganadas | Total de bancas | Posición | Nota |
| ---- | ------- | ------ | -------------- | --------------- | -------- | ---- |
| 2015 | 431.324 | 23,16% | 7/60           | 14/60           | Minoria  |      |

Integrantes a lo largo de la historia del bloque ECO:
| Interbloque ECO           | Interbloque ECO                  | Interbloque ECO    | Interbloque ECO | Interbloque ECO | Interbloque ECO |
| ------------------------- | -------------------------------- | ------------------ | --------------- | --------------- | --------------- |
| Bloque                    | Bloque                           | Diputado           | Inicio          | Final           |                 |
|                           | Suma + (6)                       | Maaria Ines Gorbea | 10/12/2013      | 09/12/2017      |                 |
| Marcelo Alejandro Guouman | Suma + (6)                       | 10/12/2015         | 09/12/2019      |                 |                 |
| Hernán Abel Rossi         | Suma + (6)                       | 15/03/2013         | 09/12/2017      |                 |                 |
| Juan Francisco Nosiglia   | Suma + (6)                       | 10/12/2013         | 09/12/2017      |                 |                 |
| María Patricia Vischi     | Suma + (6)                       | 10/12/2015         | 09/12/2019      |                 |                 |
| Natalia Fidel             | Suma + (6)                       | 10/12/2015         | 09/12/2019      |                 |                 |
|                           | Partido Socialista (2)           | Roy Cortina        | 10/12/2015      | 09/12/2019      |                 |
| Hernán Ariel Arce         | Partido Socialista (2)           | 10/12/2017         | 09/12/2021      |                 |                 |
|                           | Confianza Pública (3)            | Graciela Ocaña     | 10/12/2013      | 09/12/2017      |                 |
| Marcelo Hugo Depierro     | Confianza Pública (3)            | 10/12/2015         | 09/12/2019      |                 |                 |
| Diego Garcia Avila        | Confianza Pública (3)            | 10/12/2015         | 09/12/2019      |                 |                 |
|                           | Partido Socialista Auténtico (1) | Adrian Camps       | 10/12/2015      | 09/12/2019      |                 |
|                           | Coalición Cívica ARI (2)         | Paula Oliveto      | 10/12/2013      | 09/12/2017      |                 |
| Maximiliano Ferrero       | Coalición Cívica ARI (2)         | 10/12/2015         | 09/12/2019      |                 |                 |